# Neolarra
Tribu
Genre
Neolarra est un genre d'abeilles de la famille des Apidae. Ce sont des abeilles cléptoparasites du genre Perdita. C'est le seul genre de la tribu Neolarrini.
La tribu Neolarrini n'est pas reconnue par Michener (1986, 1997) ni par Engel (1999).

## Liste des espèces
Selon ITIS (10 mai 2019) :
- Neolarra alba Cockerell, 1916
- Neolarra alexanderi Griswold & Parker, 1999
- Neolarra batrae Shanks, 1978
- Neolarra californica Michener, 1939
- Neolarra clavigera Shanks, 1978
- Neolarra cockerelli (Crawford, 1916)
- Neolarra hurdi Shanks, 1978
- Neolarra linsleyi Michener, 1939
- Neolarra orbiculata Shanks, 1978
- Neolarra penicula Shanks, 1978
- Neolarra pruinosa Ashmead, 1890
- Neolarra rozeni Shanks, 1978
- Neolarra ute Griswold & Parker, 1999
- Neolarra vandykei Michener, 1939
- Neolarra verbesinae (Cockerell, 1895)
- Neolarra vigilans (Cockerell, 1895)